# Финал чемпионата мира по футболу 2022
Финал чемпионата мира по футболу 2022 — заключительный матч чемпионата мира по футболу 2022 года, 22-го турнира ФИФА среди мужских национальных сборных по футболу. Матч состоялся на стадионе «Лусаил» в Лусаиле, Катар, 18 декабря 2022 года, в Национальный день Катара, и в нем приняли участие национальные сборные Аргентины и Франции. В турнире приняли участие хозяева турнира Катар и 31 остальная команда, вышедшая из отборочного этапа, организованного шестью конфедерациями ФИФА. 32 команды соревновались на групповом этапе, из которых 16 команд вышли в плей-офф. На пути к финалу Аргентина заняла первое место в группе С с двумя победами и одним поражением, а затем обыграла Австралию в 1/8 финала, Нидерланды в четвертьфинале в серии послематчевых пенальти и Хорватию в полуфинале. Франция заняла первое место в группе D с двумя победами и одним поражением, обыграв Польшу в 1/8 финала, Англию в четвертьфинале и Марокко в полуфинале. Финал чемпионата мира на стадионе посетило 88 966 человек, а также по телевизору за матчем наблюдали более 1,5 миллиарда человек. Судил данный матч польский арбитр Шимон Марциняк.
Аргентина вышла вперед благодаря голу с пенальти Лионеля Месси на 23-й минуте, а на 36-й минуте Анхель Ди Мария удвоил преимущество своей команды, пробив низом в угол ворот после стремительной контратаки аргентинцев. Франция не смогла нанести ни одного удара по воротам на протяжении большей части матча, пока Килиан Мбаппе за 97 секунд не сравнял счет на 81-й минуте. В дополнительное время Месси забил еще раз и вывел Аргентину вперед со счетом 3:2. Однако Мбаппе забил еще один пенальти и сравнял счет за считанные минуты до конца матча, став вторым человеком, оформившим хет-трик в финале чемпионата мира, после англичанина Джеффа Херста. Затем Аргентина выиграла в серии послематчевых пенальти со счетом 4:2 и выиграла свой третий чемпионат мира и первый с 1986 года.
Аргентина стала второй командой после Испании в 2010 году, выигравшей чемпионат мира после поражения в первом матче. Франция стала первой командой, которая забила три гола в финале чемпионата мира и, при этом, оказалась проигравшей. Месси был признан лучшим игроком матча и получил «Золотой мяч» как лучший игрок турнира по версии ФИФА. Этот матч получил высокую оценку и считается одним из величайших финалов Кубка мира всех времён и одним из величайших матчей в истории этого вида спорта.

## История
Аргентина до этого дважды выигрывала чемпионат мира — в 1978 и 1986 годах, a также трижды проигрывала в финалах — в 1930, 1990 и 2014 годах. После поражения в финале 2014 года они проиграли Чили в двух финалах Кубка Америки подряд — в 2015 и 2016 годах. После череды разочаровывающих выступлений на мундиале 2018 года, где они проиграли будущим чемпионам Франции в 1/8 финала, и на Кубке Америки 2019 года, где они финишировали третьими, новоназначенный тренер Лионель Скалони привел Аргентину к первому международному титулу со времен Кубка Америки 1993 года: Аргентина одержала победу над Бразилией со счетом 1:0 в финале Кубка Америки 2021 года, а после победы над Италией со счетом 3:0 в Финалиссиме 2022 года, Аргентина поехала на мундиаль в качестве одних из претендентов на титул.
Франция перед финалом являлась действующим чемпионом мира, что стало первым случаем со времен финала 2002 года, когда команда дважды подряд выходила в финал, и первым с 1998 года, когда обладатели титула квалифицировались в последующий финал — оба достижения были достигнуты Бразилией. Франция дважды побеждала на чемпионате мира — в 1998 и 2018 годах. Французы также вышли в финал 2006 года, но уступили Италии по пенальти. Под руководством Дидье Дешама, который выиграл турнир 1998 года в качестве игрока, французы не смогли завоевать кубок мира 2014 года и Евро-2016 и Евро-2020, но успешно завоевали титул чемпиона мира 2018 года. Благодаря своему статусу чемпионов мира Франция также вошла в число фаворитов на победу в Катаре.
Обе сборные до матча являлись двукратными чемпионами мира по футболу. Победитель этого матча стал бы трёхкратным чемпионом, причём Франция в случае победы защитила бы чемпионский титул и стала бы третьей командой после Италии (1934, 1938) и Бразилии (1958, 1962), которой удалось бы это сделать.

### История противостояния сборных
На чемпионатах мира (до этого матча) сборные встречались три раза, в которых два раза победу одержала сборная Аргентины и один раз сборная Франции. Последний и единственный матч в рамках плей-офф чемпионатов проходил на предыдущем чемпионате мира в России, где 30 июня 2018 года в 1/8 финала в Казани победу одержала сборная Франции со счётом 4:3. Сборная Аргентины побеждала сборную Франции в матчах групповых этапов чемпионатов 1930 и 1978 годов.

## Место проведения
Финальный матч прошёл 18 декабря 2022 года на «Национальном стадионе» в городе Лусаиле муниципалитета Эд-Дайиан в соответствии с заявкой Катара на проведение чемпионата мира. На этом же стадионе помимо финального состоялось 9 матчей группового этапа и плей-офф. Вместимость стадиона на время проведения матчей чемпионата мира составляла 80 900 зрителей. Официальная вместимость — 86 200 человек (с учётом мест для прессы, высокопоставленных лиц, а также зрительских мест, не подлежащих реализации).

## Путь к финалу
| Поз | Команда           | И | В | Н | П | МЗ | МП | РМ | О | Квалификация     |
| --- | ----------------- | - | - | - | - | -- | -- | -- | - | ---------------- |
| 1   | Аргентина         | 3 | 2 | 0 | 1 | 5  | 2  | +3 | 6 | Выход в плей-офф |
| 2   | Польша            | 3 | 1 | 1 | 1 | 2  | 2  | 0  | 4 | Выход в плей-офф |
| 3   | Мексика           | 3 | 1 | 1 | 1 | 2  | 3  | −1 | 4 |                  |
| 4   | Саудовская Аравия | 3 | 1 | 0 | 2 | 3  | 5  | −2 | 3 |                  |

| Поз | Команда   | И | В | Н | П | МЗ | МП | РМ | О | Квалификация     |
| --- | --------- | - | - | - | - | -- | -- | -- | - | ---------------- |
| 1   | Франция   | 3 | 2 | 0 | 1 | 6  | 3  | +3 | 6 | Выход в плей-офф |
| 2   | Австралия | 3 | 2 | 0 | 1 | 3  | 4  | −1 | 6 | Выход в плей-офф |
| 3   | Тунис     | 3 | 1 | 1 | 1 | 1  | 1  | 0  | 4 |                  |
| 4   | Дания     | 3 | 0 | 1 | 2 | 1  | 3  | −2 | 1 |                  |

## Отчёт о матче
| Аргентина                              | 3:3 (доп. вр.) | Франция                                 |
| -------------------------------------- | -------------- | --------------------------------------- |
| - Месси 23′ (пен.) 108′ - Ди Мария 36′ | (отчёт)        | Мбаппе 80′ (пен.) 81′ 118′ (пен.)       |
| Пенальти                               |                |                                         |
| - Месси - Дибала - Паредес - Монтиэль  | 4:2            | - Мбаппе - Коман - Чуамени - Коло Муани |

| Аргентина | Франция |

| Вр              | 23 | Эмилиано Мартинес   | 120+5' |        |
| Защ             | 26 | Науэль Молина       |        | 91'    |
| Защ             | 13 | Кристиан Ромеро     |        |        |
| Защ             | 19 | Николас Отаменди    |        |        |
| Защ             | 3  | Николас Тальяфико   |        | 120+1' |
| ПЗ              | 24 | Энцо Фернандес      | 45+7'  |        |
| ПЗ              | 7  | Родриго Де Пауль    |        | 102'   |
| ПЗ              | 20 | Алексис Макаллистер |        | 116'   |
| Нап             | 10 | Лионель Месси (к)   |        |        |
| Нап             | 9  | Хулиан Альварес     |        | 102'   |
| Нап             | 11 | Анхель Ди Мария     |        | 64'    |
| Замены:         |    |                     |        |        |
| ПЗ              | 8  | Маркос Акунья       | 90+8'  | 64'    |
| Защ             | 4  | Гонсало Монтиэль    | 116'   | 91'    |
| ПЗ              | 5  | Леандро Паредес     | 114'   | 102'   |
| Нап             | 22 | Лаутаро Мартинес    |        | 102'   |
| Защ             | 6  | Херман Песселья     |        | 116'   |
| Нап             | 21 | Пауло Дибала        |        | 120+1' |
| Главный тренер: |    |                     |        |        |
| Лионель Скалони |    |                     |        |        |

| Вр              | 1  | Уго Льорис (к)     |       |        |
| Защ             | 5  | Жюль Кунде         |       | 120+1' |
| Защ             | 4  | Рафаэль Варан      |       | 113'   |
| Защ             | 18 | Дайо Упамекано     |       |        |
| Защ             | 22 | Тео Эрнандес       |       | 71'    |
| ПЗ              | 8  | Орельен Чуамени    |       |        |
| ПЗ              | 14 | Адриан Рабьо       | 55'   | 96'    |
| Нап             | 11 | Усман Дембеле      |       | 41'    |
| ПЗ              | 7  | Антуан Гризманн    |       | 71'    |
| ПЗ              | 10 | Килиан Мбаппе      |       |        |
| Нап             | 9  | Оливье Жиру        | 90+5' | 41'    |
| Замены:         |    |                    |       |        |
| Нап             | 12 | Рандаль Коло Муани |       | 41'    |
| Нап             | 26 | Маркус Тюрам       | 87'   | 41'    |
| Нап             | 20 | Кингсли Коман      |       | 71'    |
| ПЗ              | 25 | Эдуарду Камавинга  |       | 71'    |
| ПЗ              | 13 | Юссуф Фофана       |       | 96'    |
| Защ             | 24 | Ибраима Конате     |       | 113'   |
| Защ             | 3  | Аксель Дисаси      |       | 120+1' |
| Главный тренер: |    |                    |       |        |
| Дидье Дешам     |    |                    |       |        |

| Игрок матча: Лионель Месси (Аргентина) Помощники судьи: Павел Сокольницкий (Польша) Томаш Листкевич (Польша) Резервный судья: Исмаил Эльфат (США) Резервный помощник судьи: Кэтрин Несбитт (США) Видеопомощник судьи (VAR): Томаш Квятковский (Польша) Ассистенты видеопомощника судьи: Хуан Сото (Венесуэла) Кайл Эткинс (США) Фернандо Герреро (Мексика) Запасной видеопомощник судьи: Бастиан Данкерт (Германия) Запасной ассистент видеопомощника судьи: Кори Паркер (США) | Регламент матча: - 90 минут основного времени. - 30 минут дополнительного времени в случае ничейного счёта. - Послематчевые пенальти в случае ничейного счёта по истечении дополнительного времени. - Не более пятнадцати заявленных запасных игроков у каждой команды. - Максимум пять замен, шестая возможна в дополнительное время. - Максимум одна дополнительная замена из-за сотрясения мозга. |

### Статистика матча
| Показатель     | Аргентина | Франция |
| -------------- | --------- | ------- |
| Голов забито   | 2         | 0       |
| Всего ударов   | 6         | 0       |
| Ударов в створ | 3         | 0       |
| Сейвы          | 0         | 1       |
| Владение мячом | 59 %      | 41 %    |
| Угловые        | 2         | 0       |
| Нарушения      | 10        | 11      |
| Офсайды        | 3         | 0       |
| Предупреждения | 1         | 0       |
| Удаления       | 0         | 0       |

| Показатель     | Аргентина | Франция |
| -------------- | --------- | ------- |
| Голов забито   | 0         | 2       |
| Всего ударов   | 6         | 6       |
| Ударов в створ | 4         | 3       |
| Сейвы          | 1         | 4       |
| Владение мячом | 45 %      | 55 %    |
| Угловые        | 2         | 3       |
| Нарушения      | 9         | 5       |
| Офсайды        | 0         | 2       |
| Предупреждения | 1         | 3       |
| Удаления       | 0         | 0       |

| Показатель     | Аргентина | Франция |
| -------------- | --------- | ------- |
| Голов забито   | 1         | 1       |
| Всего ударов   | 8         | 4       |
| Ударов в створ | 3         | 2       |
| Сейвы          | 1         | 2       |
| Владение мячом | 62 %      | 38 %    |
| Угловые        | 2         | 2       |
| Нарушения      | 6         | 3       |
| Офсайды        | 1         | 2       |
| Предупреждения | 3         | 0       |
| Удаления       | 0         | 0       |

| Показатель     | Аргентина | Франция |
| -------------- | --------- | ------- |
| Голов забито   | 3         | 3       |
| Всего ударов   | 20        | 10      |
| Ударов в створ | 10        | 5       |
| Сейвы          | 2         | 7       |
| Владение мячом | 54 %      | 46 %    |
| Угловые        | 6         | 5       |
| Нарушения      | 26        | 19      |
| Офсайды        | 4         | 4       |
| Предупреждения | 5         | 3       |
| Удаления       | 0         | 0       |